# Olympische Sommerspiele 2024/Sportklettern – Speed (Männer)
Der Wettbewerb im Speedklettern der Männer bei den Olympischen Spielen 2024 in Paris wurde am 6. und 8. August 2024 ausgetragen.

## Modus
Bei den vorherigen Olympischen Spielen wurde die olympische Kombination, bestehend aus Speedklettern, Bouldern und Leadklettern, durchgeführt. Für 2024 entschied das IOC, den Speedwettbewerb getrennt abzuhalten.

## Qualifizierte Athleten
| Qualifikationswettbewerb                     | Datum                                  | Ort                | Plätze | NOK                | Nominierter Athlet                       |
| -------------------------------------------- | -------------------------------------- | ------------------ | ------ | ------------------ | ---------------------------------------- |
| Gastgeber                                    | Gastgeber                              | Gastgeber          | —      | Frankreich         | (entfiel mit Bassa Mawems Qualifikation) |
| Kletterweltmeisterschaft 2023                | 1. – 12. August 2023                   | Bern               | 2      | Italien            | Matteo Zurloni                           |
| Kletterweltmeisterschaft 2023                | 1. – 12. August 2023                   | Bern               | 2      | China              | Long Jinbao                              |
| Europäische Qualifikation                    | 15. – 16. September 2023               | Rom                | 1      | Frankreich         | Bassa Mawem                              |
| Panamerikanische Spiele 2023                 | 21. – 22. Oktober 2023                 | Santiago de Chile  | 1      | Vereinigte Staaten | Samuel Watson                            |
| Asiatische Qualifikation                     | 9. – 12. November 2023                 | Jakarta            | 1      | Indonesien         | Rahmad Adi Mulyono                       |
| Ozeanische Qualifikation                     | 24. – 26. November 2023                | Melbourne          | 1      | Neuseeland         | Julian David                             |
| Afrikanische Qualifikation                   | 7. – 10. Dezember 2023                 | Pretoria           | 1      | Südafrika          | Joshua Bruyns                            |
| Olympische Qualifikationsserie               | 16. – 19. Mai 2024 20. – 23. Juni 2024 | Shanghai Budapest  | 5      | China              | Wu Peng                                  |
| Olympische Qualifikationsserie               | 16. – 19. Mai 2024 20. – 23. Juni 2024 | Shanghai Budapest  | 5      | Indonesien         | Veddriq Leonardo                         |
| Olympische Qualifikationsserie               | 16. – 19. Mai 2024 20. – 23. Juni 2024 | Shanghai Budapest  | 5      | Kasachstan         | Ämir Maimuratow                          |
| Olympische Qualifikationsserie               | 16. – 19. Mai 2024 20. – 23. Juni 2024 | Shanghai Budapest  | 5      | Vereinigte Staaten | Zach Hammer                              |
| Olympische Qualifikationsserie               | 16. – 19. Mai 2024 20. – 23. Juni 2024 | Shanghai Budapest  | 5      | Iran               | Reza Alipour                             |
| Universality Place                           | Universality Place                     | Universality Place | —      | —                  | —                                        |
| Neuverteilung                                | Neuverteilung                          | Neuverteilung      | 2      | Ukraine            | Jaroslaw Tkatsch                         |
| Neuverteilung                                | Neuverteilung                          | Neuverteilung      | 2      | Südkorea           | Shin Eun-cheol                           |
| Gesamt                                       | Gesamt                                 | Gesamt             | 14     | 11                 | 14                                       |
| Teilnehmer der Olympischen Sommerspiele 2020 |                                        |                    |        |                    |                                          |

## Titelträger und Rekorde
| Olympiasieger*       | Alberto Ginés López | Tokio 2020 |
| Weltmeister          | Matteo Zurloni      | Bern 2023  |
| *Dreifachkombination |                     |            |

| Olympischer Rekord | Bassa Mawem   | 5,45 s | Tokio 2020            |
| Weltrekord         | Samuel Watson | 4,79 s | Weltcup 2024, Wujiang |

## Qualifikation
In der Setzliste traten die Athleten einmal an der linken (A) und einmal an der rechten (B) Route an. In dieser Phase wurde ausschließlich die beste Zeit registriert, die Zeit der parallel an der anderen Bahn startenden Person ist unerheblich.
In der Ausscheidung traten in einem K.O.-Rennen immer zwei Athleten gegeneinander an (1. gegen 14, 2. gegen 13 usw.). Der Gewinner war direkt für die Finalrunde qualifiziert. Der Verlierer mit der besten Zeit aus der Setzliste zudem auch.

### Setzliste
| Rang | Athletin           | Nation             | Zeiten    | Zeiten | Beste Zeit | Anmerkung                                     |
| Rang | Athletin           | Nation             | Bahn A    | Bahn B | Beste Zeit | Anmerkung                                     |
| ---- | ------------------ | ------------------ | --------- | ------ | ---------- | --------------------------------------------- |
| 1    | Veddriq Leonardo   | Indonesien         | 4,79 s    | 4,92 s | 4,79 s     | =WR, OR                                       |
| 2    | Ämir Maimuratow    | Kasachstan         | 4,89 s    | 8,45 s | 4,89 s     | OR, PB                                        |
| 3    | Samuel Watson      | Vereinigte Staaten | 4,91 s    | 5,29 s | 4,91 s     | OR                                            |
| 4    | Matteo Zurloni     | Italien            | 5,16 s    | 4,94 s | 4,94 s     | PB                                            |
| 5    | Wu Peng            | China              | 5,01 s    | 5,07 s | 5,01 s     | OR                                            |
| 6    | Reza Alipour       | Iran               | 5,06 s    | 5,18 s | 5,06 s     |                                               |
| 7    | Jaroslaw Tkatsch   | Ukraine            | 5,11 s    | 5,13 s | 5,11 s     |                                               |
| 8    | Bassa Mawem        | Frankreich         | 5,18 s    | 5,16 s | 5,16 s     | PB                                            |
| 9    | Julian David       | Neuseeland         | 5,24 s    | 7,33 s | 5,24 s     | PB                                            |
| 10   | Shin Eun-cheol     | Südkorea           | 5,25 s    | 6,52 s | 5,25 s     |                                               |
| 11   | Long Jinbao        | China              | 6,09 s    | 5,29 s | 5,29 s     |                                               |
| 12   | Zach Hammer        | Vereinigte Staaten | 6,05 s    | 6,06 s | 6,05 s     |                                               |
| 13   | Joshua Bruyns      | Südafrika          | 6,18 s    | Sturz  | 6,18 s     |                                               |
| 14   | Rahmad Adi Mulyono | Indonesien         | Fehlstart | 5,07 s | Fehlstart  | Bei einem Fehlstart wird keine Zeit gewertet. |

### Ausscheidung
| Bahn A           | Ergebnis        | Bahn B             |
| ---------------- | --------------- | ------------------ |
| Veddriq Leonardo | 4,98 s : 5,13 s | Rahmad Adi Mulyono |
| Ämir Maimuratow  | 4,94 s : 5,84 s | Joshua Bruyns      |
| Samuel Watson WR | 4,75 s : Sturz0 | Zach Hammer        |
| Matteo Zurloni   | 5,06 s : 5,18 s | Long Jinbao        |
| Wu Peng          | 5,00 s : 7,24 s | Shin Eun-cheol     |
| Reza Alipour     | 5,26 s : 5,20 s | Julian David PB    |
| Jaroslaw Tkatsch | 5,17 s : 5,16 s | Bassa Mawem PB     |

## Finale
Im Finale traten die Athleten im K.-o.-System gegeneinander an.
| Viertelfinale | Viertelfinale    | Viertelfinale |   |                  | Halbfinale       | Halbfinale | Halbfinale    |                 |                 | Finale          | Finale | Finale |
|               |                  |               |   |                  |                  |            |               |                 |                 |                 |        |        |
| 6             | Samuel Watson    | 5,03          |   |                  |                  |            |               |                 |                 |                 |        |        |
| 13            | Julian David     | 5,65          |   |                  |                  |            |               |                 |                 |                 |        |        |
|               |                  |               | 6 | Samuel Watson    | 4,93             |            |               |                 |                 |                 |        |        |
|               |                  |               |   | 1                | Wu Peng          | 4,85       |               |                 |                 |                 |        |        |
| 5             | Matteo Zurloni   | 4,997         |   |                  |                  |            |               |                 |                 |                 |        |        |
| 1             | Wu Peng          | 4,995         |   |                  |                  |            | Duell um Gold | Duell um Gold   | Duell um Gold   |                 |        |        |
|               |                  |               | 1 | Wu Peng          | 4,77 PB          |            |               |                 |                 |                 |        |        |
|               |                  |               |   | 2                | Veddriq Leonardo | 4,75 PB    |               |                 |                 |                 |        |        |
| 2             | Veddriq Leonardo | 4,88          |   |                  |                  |            |               |                 |                 |                 |        |        |
| 8             | Bassa Mawem      | 5,26          |   |                  |                  |            |               |                 |                 |                 |        |        |
|               |                  |               | 2 | Veddriq Leonardo | 4,78 PB          |            |               |                 |                 |                 |        |        |
|               |                  |               |   | 10               | Reza Alipour     | 4,84 PB    |               | Duell um Bronze | Duell um Bronze | Duell um Bronze |        |        |
| 11            | Ämir Maimuratow  | 6,14          |   |                  |                  | 6          | Samuel Watson | 4,74 WR         |                 |                 |        |        |
| 10            | Reza Alipour     | 5,57          |   |                  |                  |            | 10            | Reza Alipour    | 4,88            |                 |        |        |
|               |                  |               |   |                  |                  |            |               |                 |                 |                 |        |        |

## Gesamtwertung
In der Gesamtwertung wurden die Plätze wie folgt vergeben:
- 1 und 2 nach den Ergebnissen des Finales
- 3 und 4 nach den Ergebnissen des kleinen Finales
- 5 bis 8 an die Viertelfinalisten, gereiht nach der schnellsten im Wettkampf erreichten Zeit
- 8 bis 14 an die weiteren Athleten, gereiht nach der schnellsten im Wettkampf erreichten Zeit

| Rang | Athlet             | Nation             | Zeit   | Schnellste Zeit |
| ---- | ------------------ | ------------------ | ------ | --------------- |
| 1    | Veddriq Leonardo   | Indonesien         | 4,75 s |                 |
| 2    | Wu Peng            | China              | 4,77 s |                 |
| 3    | Samuel Watson      | Vereinigte Staaten | 4,74 s |                 |
| 4    | Reza Alipour       | Iran               | 4,88 s |                 |
| 5    | Ämir Maimuratow    | Kasachstan         |        | 4,89 s          |
| 6    | Matteo Zurloni     | Italien            | 4,94 s |                 |
| 7    | Bassa Mawem        | Frankreich         | 5,16 s |                 |
| 8    | Julian David       | Neuseeland         | 5,20 s |                 |
| 9    | Rahmad Adi Mulyono | Indonesien         | 5,07 s |                 |
| 10   | Jaroslaw Tkatsch   | Ukraine            | 5,11 s |                 |
| 11   | Long Jinbao        | China              | 5,18 s |                 |
| 12   | Shin Eun-cheol     | Südkorea           | 5,25 s |                 |
| 13   | Joshua Bruyns      | Südafrika          | 5,84 s |                 |
| 14   | Zach Hammer        | Vereinigte Staaten | 6,05 s |                 |